# Megachile asymmetrica
Megachile asymmetrica là một loài Hymenoptera trong họ Megachilidae. Loài này được Snelling mô tả khoa học năm 1990.